# Gustaf Jaederholm
Gustaf Axel Jaederholm, född den 27 juli 1882 i Stockholm, död den 17 december 1936 i Göteborg., var en svensk psykolog och pedagog.

## Biografi
Jaederholm blev filosofie doktor och docent i psykologi och pedagogik vid Lunds universitet 1914 och professor i filosofi och pedagogik vid Göteborgs högskola 1919. Han tjänstgjorde som professor vid Berkeley University 1926, 1927 och 1930 samt i Los Angeles 1929 och 1930. 
Jaederholm utgav från 1933 Acta psychologica gothoburgenses. Hans teoretiskt psykologiska arbeten behandlar intelligens och intelligensmätningsbegreppet och avsåg att visa vägen för en kausal analys av intelligensen. För praktiska skoländamål i Sverige reviderade han Alfred Binets intelligensmätningsskala Intelligensmätningarnas teori och praxis (2 band, 1914). Handlingen som erfarenhetens organisator (2 band, 1918-19) är en genetisk psykologi, där Jaederholm tecknade grunderna de psykologiska funktionernas hierarki. På yrkespedagogikens område utbildade och tillämpade han arbetsanalytiska metoder i sina arbeten Undervisning i försäljningskonst (1926), Psychoteknik der Verkaufs (1926) och Die Psychologie der Anzeige (1928). Jaederholm medverkade under signaturen G.A.J. i Svensk uppslagsbok.